# San Pedro de la Paz
San Pedro de la Paz egy város Chilében, a VIII. (Biobío) régióban, Concepción tartományban. Közigazgatási területe 112,5 km², 2002-ben becsült lakosságszáma 80,447 ezer fő volt.